# Ralph Phillips
Ralph Saul Phillips (* 23. Juni 1913 in Oakland, Kalifornien; † 23. November 1998) war ein US-amerikanischer Mathematiker, der sich u. a. mit Analysis beschäftigte.

## Leben und Wirken
Phillips studierte an der University of California, Los Angeles (Bachelor 1935) und wurde 1939 an der University of Michigan bei Theophil Henry Hildebrandt promoviert. 1938 bis 1940 (und 1950/1) war er am Institute for Advanced Study. Danach war er Instructor an der University of Washington und an der Harvard University. Während des Zweiten Weltkriegs leitete er eine Gruppe am Radiation Laboratory des Massachusetts Institute of Technology (MIT), das besonders der Radarentwicklung diente. Danach war er Assistenzprofessor am Courant Institute of Mathematical Sciences of New York University, an der University of Southern California und 1958 an der University of California, Los Angeles. 1960 ging er zur Stanford University, wo er bis zu seiner Emeritierung Professor war.
Phillips beschäftigte sich mit Halbgruppen linearer Operatoren in der Funktionalanalysis (worüber er ein maßgebliches Buch mit Einar Hille schrieb). Mit Peter Lax entwickelte er geometrische zeitabhängige Methoden zur Lösung der Wellengleichung in Bereichen außerhalb kompakter „Hindernisse“, das heißt die Streutheorie, wobei sie auch die Verbindung zu den Polen der S-Matrix untersuchten. Mit Lax und Peter Sarnak beschäftigte er sich mit der Theorie automorpher Formen, speziell im Zusammenhang mit Streutheorie auf symmetrischen Räumen. In einem 1976 erschienenen Buch mit Lax untersuchte er dabei auch das Spektrum des Laplace-Operators auf solchen Räumen und bewies die Selberg-Spurformel. 1988 führte er mit Peter Sarnak und Alexander Lubotzky Ramanujan-Graphen ein.
Zusammen mit Paul Malliavin und Irving Segal gründete Phillips die mathematische Zeitschrift Journal of Functional Analysis.
1954/55 und 1974 war er Guggenheim Fellow. 1997 erhielt er für sein Lebenswerk den Leroy P. Steele Prize. 1970 war er Invited Speaker auf dem Internationalen Mathematikerkongress in Nizza (Scattering theory for hyperbolic systems) und 1966 in Moskau (Scattering Theory mit Peter Lax). 1971 wurde er in die American Academy of Arts and Sciences gewählt. Phillips war passionierter Segler, sein Segelboot hieß „Wave equation“.
Zu seinen Doktoranden zählen Andrew Majda und Michael Reed.

## Schriften
- mit H. James, N. Nichols (Herausgeber) The Theory of Servomechanisms (MIT Radiation Lab), McGraw Hill 1947
- mit Einar Hille: Functional Analysis and Semigroups, AMS 1957
- mit Peter Lax: Scattering Theory, Academic Press 1967, 2. Auflage 1989 (mit Anhängen von Cathleen Synge Morawetz und G. Schmidt)
- mit Peter Lax: Scattering theory for automorphic functions, Princeton University Press 1976
- Reminiscences about the 1930s, Mathematical Intelligencer, Bd. 16, 1994, S. 6